# Praia de Pipa
Vista da Praia de Pipa.
A Praia de (da) Pipa é uma famosa praia localizada no município de Tibau do Sul, ficando a 85 km de Natal, capital do estado do Rio Grande do Norte, Brasil. É o principal balneário do Litoral Sul do estado, que inclui ainda praias como Ponta do Madeiro e Praia do Amor.  Em 2018, o balneário foi elevado pelo Ministério do Turismo à categoria A no Mapa do Turismo Brasileiro - maior categoria entre quatro que medem o desempenho econômico de municípios brasileiros.

## Praias de Pipa
A “Praia de Pipa” é na verdade formada por um conjunto de 11 praias que constituem o balneário conhecido como Praia da Pipa: praia de Tibau do Sul, onde desagua a Lagoa Guaraíras, Sibaúma, Malembá, Praia do Giz, Cacimbinhas, Praia do Madeiro, Baia do Golfinhos, Praia do Centro, Praia do Amor, Praia de Minas e Cancela.

## Origem do nome
O nome "pipa" deve-se ao fato de que os portugueses ao passar de navio pelas proximidades avistaram uma pedra que lembrava um formato de uma pipa. Pipa, em Portugal, é a denominação mais usual para barril de vinho ou de azeite, forma que a pedra fazia lembrar.

## Área de proteção
A Praia de Pipa, em toda a sua extensão, está definida como área de preservação de tartarugas marinhas, segundo a Resolução n.º10, de 24/10/1996, do Conselho Nacional do Meio Ambiente (CONAMA).  Além disso, grande parte da orla da Praia de Pipa e de Tibau do Sul faz parte de uma Área de Proteção Ambiental (APA), sob a responsabilidade do Instituto Brasileiro do Meio Ambiente do Rio Grande do Norte (Idema-RN).

## Festival gastronômico
A praia também realiza anualmente o Festival Gastronômico de Pipa na qual os estabelecimentos locais participantes se comprometem a criar versões exclusivas de pratos com valores fixos para cada categoria e com preços inferiores aos tradicionais.

## Vida noturna
A Praia de Pipa é uma das mais badaladas do Brasil. No vilarejo da Praia de Pipa estão situados diversos bares e restaurantes com variados tipos de gastronomia. A grande maioria dos estabelecimentos abrem apenas ao final da tarde, e estão localizados na Avenida Baía dos Golfinhos, que é a principal avenida do vilarejo.

## Chapadão e falésias
Na Praia de Pipa, entre a Praia de Minas e a Praia do Amor, encontram-se falésias conhecidas como ‘’Chapadão’’ que podem chegar a até 40 metros de altura. É um mirante natural e um dos principais destinos turísticos da região. Além do "Chapadão", há diversas outras falésias ativas em outras praias do balneário onde ocorrem frequentes deslizamentos de terra.

## Galeria

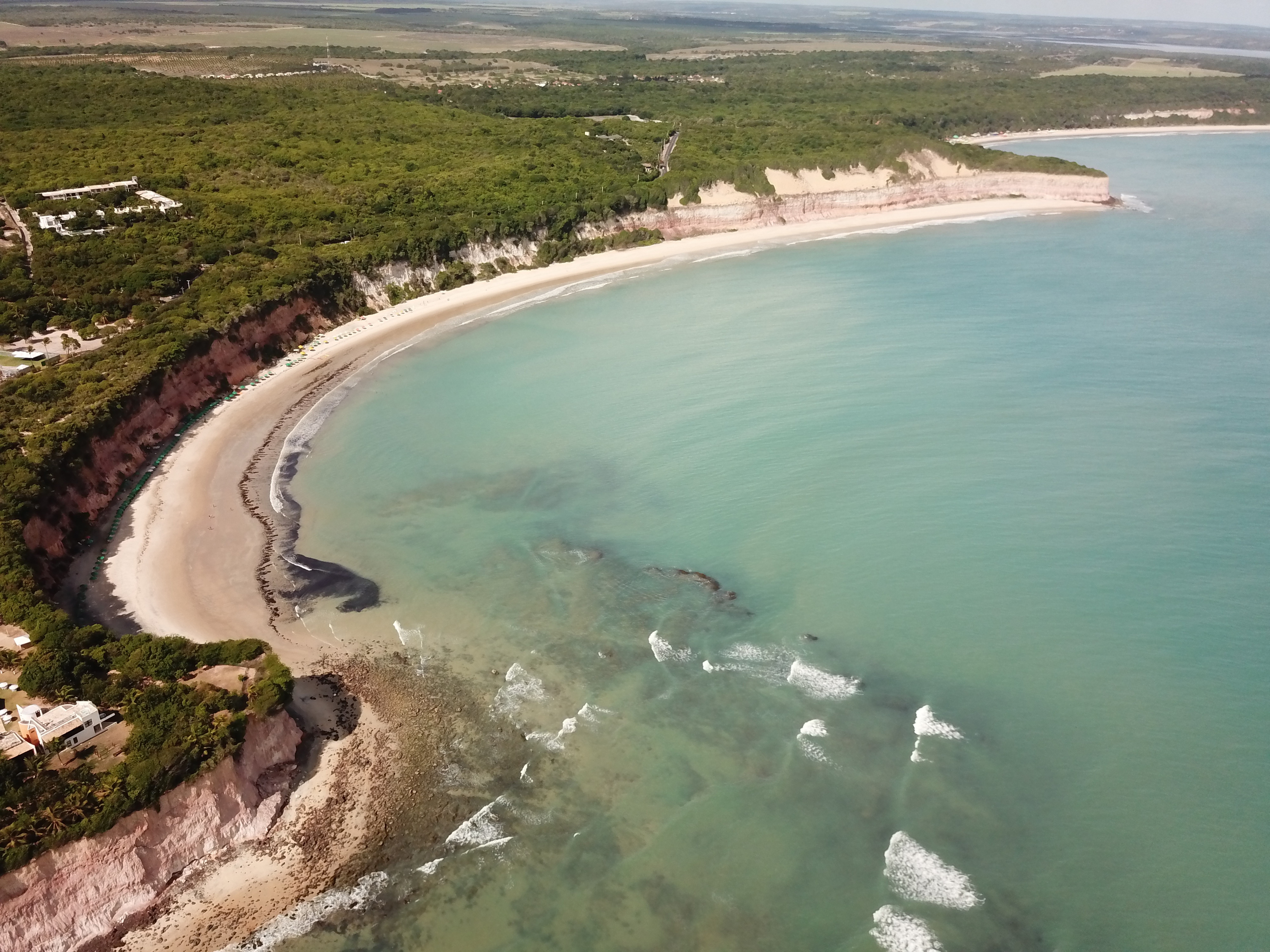
Baia dos golfinhos.

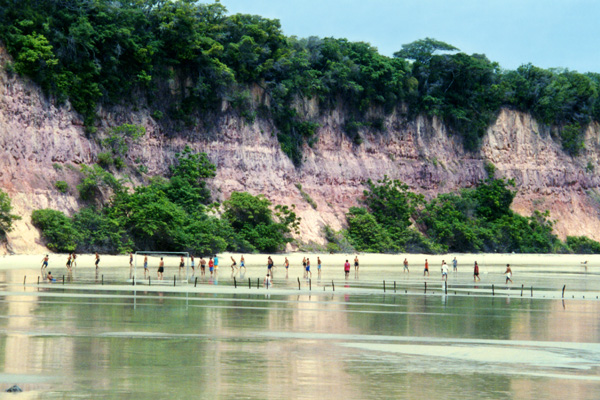
Falésias da Praia de Pipa.
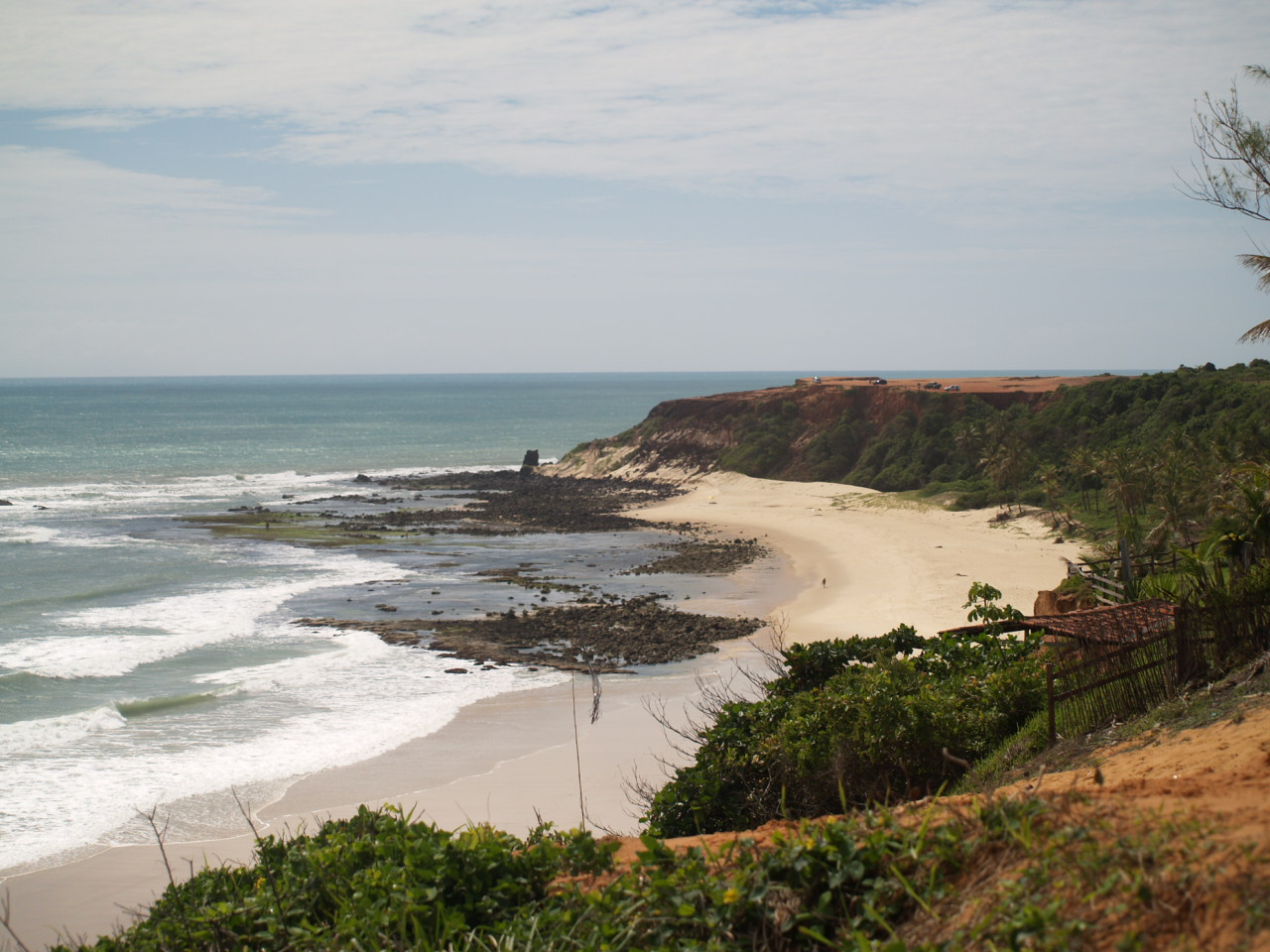
Chapadão.
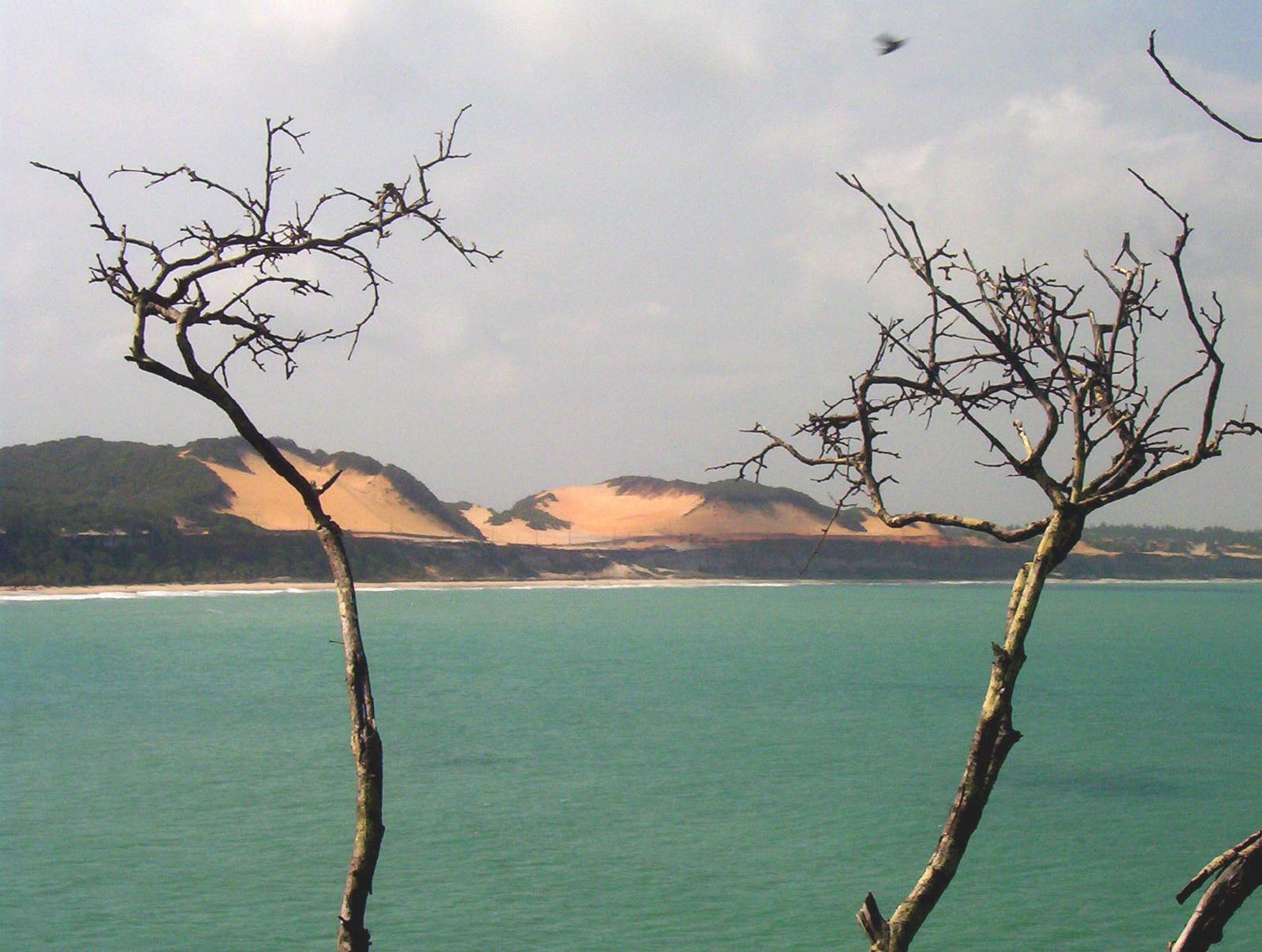
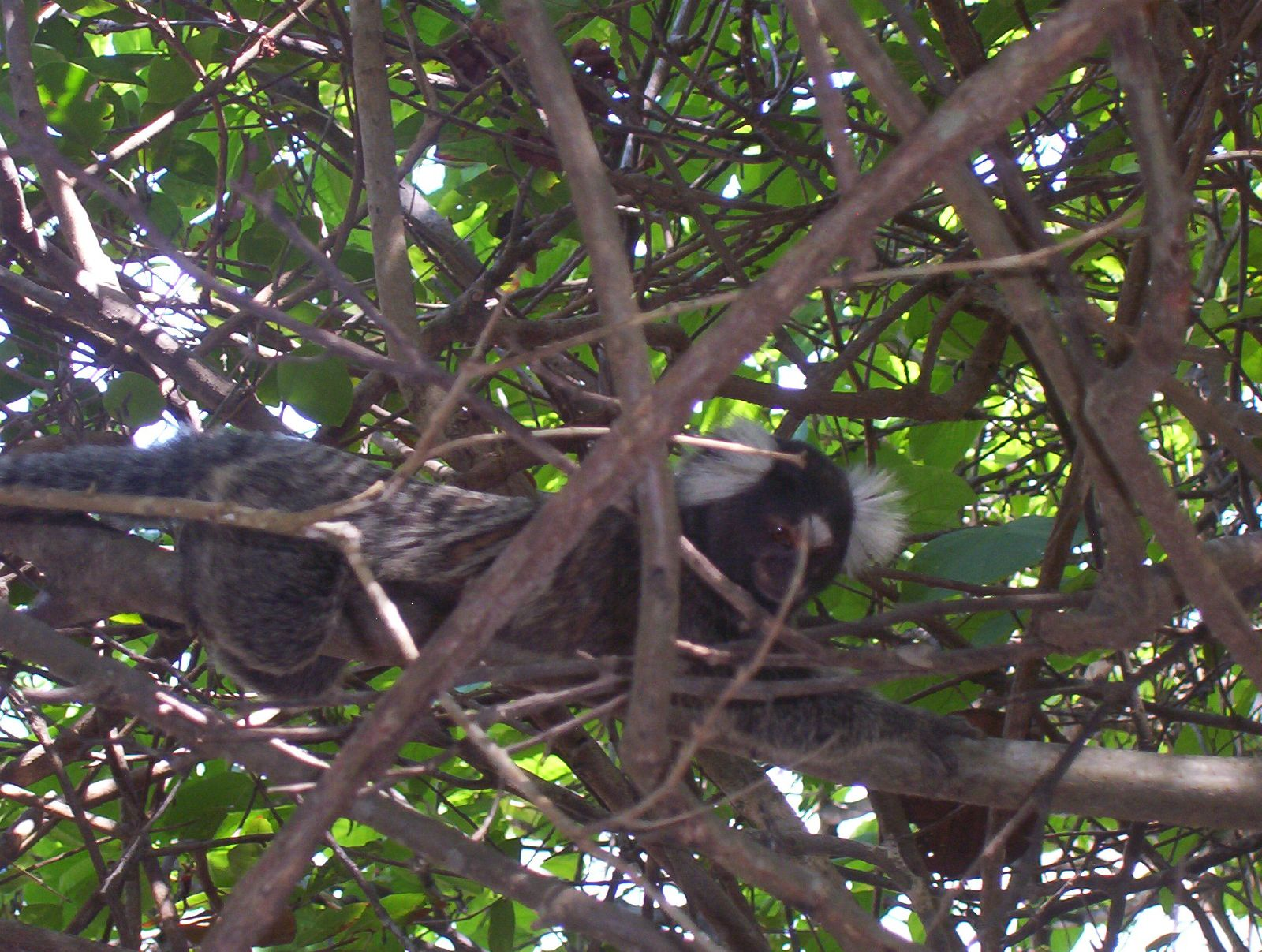
Santuário Ecológico de Pipa.

## Ligações Externas
| Oceano Atlântico                               |                              |                                            |
| precedida por: Ponta do Madeiro (Tibau do Sul) | Praia de Pipa (Tibau do Sul) | sucedida por: Praia do Amor (Tibau do Sul) |